# Bolbaffroides carinicollis
Bolbaffroides carinicollis là một loài bọ cánh cứng trong họ Geotrupidae. Loài này được Laporte de Castelnau miêu tả khoa học năm 1840.